# Вербовое (Львовская область)
Вербовое (укр. Вербове) — село в Белзской городской общине Шептицкого района Львовской области Украины.
Население по переписи 2001 года составляло 149 человек. Занимает площадь 1,03 км². Почтовый индекс — 80045. Телефонный код — 3257.